# Полиамонд
Полиамонд (англ. polyiamond) или треуго́льный мо́нстр (англ. triangular animal) — геометрическая фигура в виде многоугольника, составленного из нескольких одинаковых равносторонних треугольников, примыкающих друг к другу по рёбрам. Полиамонды можно рассматривать как конечные подмножества треугольного паркета со связной внутренностью.
Наряду с полимино, полиамонды широко распространены в занимательной математике, в частности, в задачах на составление фигур, на замощение плоскости.

## Количество
Одним из основных вопросов о полиамондах является вопрос о количестве полиамондов, которые можно составить из данного числа треугольников.
Как и в случае полимино, различают «свободные» («двусторонние») полиамонды, для которых повороты и отражения не считаются различными формами; «односторонние», когда фигуры при зеркальных отражениях считаются различными, и «фиксированные», различаемые также и при поворотах.
В следующей таблице указано число n-амондов разных типов вплоть до n = 12.
| n  | полиамонды   | полиамонды    | полиамонды    | полиамонды    | полиамонды    | псевдополиамонды |
| n  | двусторонние | двусторонние  | двусторонние  | односторонние | фиксированные | двусторонние     |
| n  | все          | с отверстиями | без отверстий | односторонние | фиксированные | двусторонние     |
| n  | A000577      | A070764       | A070765       | A006534       | A001420       | (нет)            |
| -- | ------------ | ------------- | ------------- | ------------- | ------------- | ---------------- |
| 1  | 1            | 0             | 1             | 1             | 2             | 1                |
| 2  | 1            | 0             | 1             | 1             | 3             | 3                |
| 3  | 1            | 0             | 1             | 1             | 6             | 11               |
| 4  | 3            | 0             | 3             | 4             | 14            | 75               |
| 5  | 4            | 0             | 4             | 6             | 36            | -                |
| 6  | 12           | 0             | 12            | 19            | 94            | -                |
| 7  | 24           | 0             | 24            | 43            | 250           | 40 609           |
| 8  | 66           | 0             | 66            | 120           | 675           | -                |
| 9  | 160          | 1             | 159           | 307           | 1838          | -                |
| 10 | 448          | 4             | 444           | 866           | 5053          | -                |
| 11 | 1186         | 25            | 1161          | 2336          | 14 016        | -                |
| 12 | 3334         | 108           | 3226          | 6588          | 39 169        | -                |

Другие последовательности OEIS, связанные с полиамондами:
- Последовательность A096361 в OEIS: площадь (в треугольниках), покрываемая всеми n-амондами;
- Последовательность A030223 в OEIS: число n-амондов с зеркальной симметрией;
- Последовательность A030224 в OEIS: число n-амондов без зеркальной симметрии.

## Примеры
|  |  |

|  |  |

|  |  |

|  |  |  |

|  |  |  |  |

| «Полоса» (bar)    | «Посох» (crook)                 | «Корона» (crown) | «Сфинкс» (sphinx) | «Змея» (snake)            | «Яхта» (yacht)        |
| «Погон» (chevron) | «Указательный столб» (signpost) | «Рак» (lobster)  | «Крюк» (hook)     | «Шестиугольник» (hexagon) | «Бабочка» (butterfly) |

## Терминология
Фрэнк Харари в своих публикациях называл n-мино «n-клеточными животными». В статье «Шахматные доски и полимино» в журнале American Mathematical Monthly Соломон Голомб предложил использовать треугольное или шестиугольное замощение вместо квадратного паркета, введя термины «треугольные монстры» и «шестиугольные монстры» для обозначения соответствующих полиформ.
Термин «полиамонд» был придуман математиком Т. О’Берном из Глазго по аналогии с «полимино» и одним из английских названий ромба — диамонд (англ. diamond). Поскольку диамонд можно составить из двух равносторонних треугольников, то фигуру из трёх равносторонних треугольников О’Берн назвал триамондом, из четырёх — тетриамондом и т. д. О’Берн также придумал большинство названий гексиамондов (см. табл.)